# Mario Ponzo
Mario Ponzo (Milano, 23 giugno 1882 – Roma, 9 gennaio 1960) è stato uno psicologo italiano.
È ricordato soprattutto per l'illusione in ambito percettologico che da lui prese il nome.

Effettuò ricerche su diversi processi percettivi, interessandosi di problemi dell'orientamento scolastico e professionale. Tra i suoi studi: Significato e finalità di manifestazioni motorie in stati di attività psichica (1927), Il metodo delle variazioni continuative degli stimoli nella vita percettiva (1933). Pubblicò in varie testate straniere, come Psychological Abstracts e Psychological Reports, e ne fece parte per quanto riguarda la redazione. Fu inoltre per anni il rappresentante italiano nel comitato direttivo dell’Associazione internazionale di psicologia applicata.

L'illusione di Ponzo

## Biografia
Mario Ponzo nasce a Milano il 23 giugno 1882 da Giuseppe e da Rosa Marro.
Finito il liceo, si iscrisse alla Facoltà di medicina e chirurgia dell’Università di Torino dove conobbe Federico Kiesow, psicofisiologo allievo di Wilhelm Wundt, che indirizzò Ponzo verso gli studi psicologici.
A Torino iniziò le sue ricerche nel campo dei fenomeni percettivi, dedicandosi soprattutto allo studio delle sensazioni di gusto e peso, delle rappresentazioni spaziali, delle illusioni ottiche, dei processi psicomotori e dei fenomeni legati all’attività respiratoria. Cinque anni dopo la laurea, avvenuta nel 1906, conseguì la libera docenza in psicologia sperimentale.
Leggendo Malombra di Antonio Fogazzaro trasse spunto per indagini nel campo dell’attività rappresentativa e immaginativa.
Influenzato dalle tradizioni militari della famiglia e dall’ideale di patria decise, dal giugno del 1915 al marzo 1919, di prendere parte alla Prima Guerra mondiale, arruolandosi volontariamente prima come medico del battaglione di bersaglieri e poi come comandante di un reparto di sanità. Nel giugno 1922 sposò Luisa Sebes, con la quale ebbe quattro figli: Ezio (1923), Franca (1925), Anna e Clara (1933).
Nel 1925 tenne il primo corso in Italia di orientamento professionale agli insegnanti di una scuola di avviamento professionale.
Oltre al lavoro di psicologo si occupò di psichiatra manicomiale. In particolare, dopo aver conseguito la specializzazione in clinica psichiatrica, dal 1919 al 1931, lavorò presso il manicomio torinese di Collegno. Qui diresse un ambulatorio per la profilassi delle malattie mentali, si occupò di prevenzione sociale, di medicina legale e del collocamento dei pazienti dimessi dall’ospedale psichiatrico.
Sempre nell'istituto, fu inoltre coinvolto nel caso dello ‘smemorato di Collegno’, una vicenda che ebbe molta risonanza sia nella comunità scientifica sia nell’opinione pubblica. Ponzo fu il primo a visitare il paziente, sottoponendolo a test psicodiagnostici, per poi affidarlo a una delle due famiglie che riconosceva il proprio caro nell’uomo affetto da amnesia.
Nel 1931 Mario Ponzo fu chiamato, in sostituzione di Sante De Sanctis, dalla Facoltà Medica dell'Università di Roma a coprire la cattedra di Psicologia sperimentale, convertita poi in Psicologia. Tenne la cattedra come professore di ruolo fino all'ottobre del 1952.
Dal 1931 al 1952 gli fu anche conferito annualmente l'incarico di insegnante di psicologia nella Facoltà di Filosofia e di Giurisprudenza.
Nel 1932, presso l’Istituto di psicologia da lui diretto, fondò il Centro psicotecnico di consulenza e di ricerche, convenzionato con l’Ente italiano per l’organizzazione scientifica del lavoro (ENIOS). Lo scopo dell'istituto era quello di svolgere ricerche e fornire consulenza alle aziende in tema di selezione.  Dal 1935 fece parte della commissione per l’orientamento professionale, voluta dal ministero dell’Educazione nazionale, allo scopo di avviare corsi per insegnanti e studenti degli istituti tecnici. Nel 1939 divenne vicepresidente della Commissione permanente per le applicazioni della Psicologia, istituita con Agostino Gemelli(1878-1959) presso il CNR. Nel 1943, per decisione dell'allora Ministro dell'Educazione Nazionale Giuseppe Bottai (1895-1963), istituisce e sovrintende la Commissione per lo Studio dell'Orientamento professionale. Nello stesso anno prese il posto di Cesare Colucci alla presidenza della Società italiana di psicologia e dopo la guerra si adoperò per la sua riorganizzazione, promuovendo un nuovo Convegno a Roma nel 1951. Ricoprì la carica di presidente fino al 1959, quando fu costretto a lasciarla per problemi di salute. Nel 1947 contribuì alla fondazione a Roma del Centro per l’educazione professionale degli assistenti sociali (CEPAS). Lo stesso anno costituì presso l’Istituto di psicologia da lui diretto, con l’appoggio dell’Associazione lavoratori sociali italiani (ALSI), la Scuola nazionale per dirigenti del lavoro sociale.
Intorno al 1950 istituì un consultorio medico-psico-pedagogico, denominato 'Centro universitario del fanciullo', che si proponeva di seguire e assistere i bambini nei loro bisogni materiali, biologici, psicopedagogici, di orientamento e sanitari.
Nel 1958 ottenne il titolo di Professore emerito dalla facoltà Medica di Roma e la nomina a Presidente onorario della Società italiana di Psicologia. Morì a Roma il 9 gennaio 1960.

## Opere
- Alla ricerca delle attitudini nei giovani (1929), editore ND, EAN 2560336215502;
- Tendenze odierne della psicologia sperimentale come scienza del dinamismo della vita psichica (1932);
- La psicotecnica nell'ordinamento del lavoro industriale (1934).